# Verbascum arcturus
Verbascum arcturus är en flenörtsväxtart som beskrevs av Carl von Linné. Verbascum arcturus ingår i släktet kungsljus, och familjen flenörtsväxter. Inga underarter finns listade i Catalogue of Life.